# 本多正綱
本多 正綱（ほんだ まさつな）は江戸時代の旗本。

## 略歴
元和8年（1622年）大身旗本・本多正貫の次男として生まれた。寛永11年（1634年）に3代将軍徳川家光に初めて謁見を果たし、寛永18年（1641年）世嗣徳川家綱に附けられ小姓となる。慶安3年（1650年）徒頭となり500俵持ちとなり、翌年には布衣の着用を許され、300俵を加増された。延宝4年（1676年）御先鉄砲頭となり延宝7年（1679年）に職を辞した。天和2年（1682年）、59歳で死去。

## 系譜
- 父：本多正貫
- 母：本多正澄の娘
- 正室：舟橋秀相の娘
- 長男：本多正種（生母は正室）
- 次男：佐久間正満 - 佐久間英顕の養子